# Micropsittini
Micropsittini – monotypowe plemię ptaków z podrodziny papug wschodnich (Psittaculinae) w rodzinie papug wschodnich (Psittaculidae).

## Zasięg występowania
Plemię obejmuje gatunki występujące w Australazji.

## Morfologia
Długość ciała 8–10 cm; masa ciała 10–18 g.

## Systematyka

### Etymologia
- Micropsitta: gr. μικρος mikros „mały”; nowołac. psitta „papuga”, od gr. ψιττακη psittakē „papuga”[6].
- Nasiterna: łac. nassiterna lub nasiterna „konewka z dużym dzióbkiem lub nosem”, od nasus „nos”[7]. Gatunek typowy: Psittacus (Psittacula) pygmeus Quoy & Gaimard, 1830 (= Nasiterna keiensis Salvadori, 1876).
- Micropsites: gr. μικρος mikros „mały”; nowołac. psitta „papuga”, od gr. ψιττακη psittakē „papuga”[8]. Gatunek typowy: Psittacus (Psittacula) pygmeus Quoy & Gaimard, 1830 (= Nasiterna keiensis Salvadori, 1876).

### Podział systematyczny
Do plemienia należy jeden rodzaj – Micropsitta – obejmujący następujące gatunki:
- Micropsitta bruijnii (Salvadori, 1875) – karłówka górska
- Micropsitta keiensis (Salvadori, 1876) – karłówka skromna
- Micropsitta finschii (E.P. Ramsay, 1881) – karłówka zielona
- Micropsitta geelvinkiana (Schlegel, 1871) – karłówka brązowolica
- Micropsitta pusio (P.L. Sclater, 1866) – karłówka płowolica
- Micropsitta meeki Rothschild & E. Hartert, 1914 – karłówka żółtobrzucha